# Babo

Babo är en hamnstad och kecamatan (underdistrikt) i regentskapet Kabupaten Teluk Bintuni i provinsen Papua Barat på Nya Guinea i östra Indonesien. 
Babo har använts som hamnstad sedan Nederländska ostindien. 2010 hade Babo en officiell folkmängd på 3 232 människor. Babo har sin egen flygplats, tack vare sitt rurala läge, Babo flygplats, med asfalterad landningsbana och lång historik.
Postnumret är 98639.